# Carya pallida
Carya pallida là một loài thực vật có hoa trong họ Óc chó. Loài này được (Ashe) Engelm. & Graebn. mô tả khoa học đầu tiên năm 1902.